# Pediatric Acute-onset Neuropsychiatric Syndrome
Als Pediatric Acute-onset Neuropsychiatric Syndrome (PANS) wird eine rapide einsetzende systemische neurologische Erkrankung mit körperlichen und psychiatrischen Symptomen bezeichnet. Die Erstmanifestation ist stets im Kindes- oder Jugendalter. Ein chronisch-progredienter, manchmal auch fluktuierender Verlauf mit lebenslanger Erkrankung ist möglich.

## Charakteristika
PANS ist durch einen foudroyanten Beginn im Kinder und Jugendalter gekennzeichnet. Das neurologische Syndrom präsentiert sich mit Denkstörungen und Verhaltensauffälligkeiten (vor allem aus dem Zwangsspektrum) sowie motorischen Symptomen und/oder Tics als Leitsymptomen, begleitet von diversen neurologischen Auffälligkeiten. Der Zeitpunkt des Ausbruchs von PANS wird zwar der Kindheit und frühen Adoleszenz zugeordnet, bei Chronifizierung ist jedoch von der Möglichkeit eines lebenslangen Persistierens auszugehen. Für den Bereich der Erwachsenenheilkunde beschreibt auch das Post-Inflammatory Brain Syndrome (PIBS) ein strukturell analoges Syndrom.

## Hintergründe

### Entdeckung
PANS wurde am weltweit größten Forschungsinstitut für psychische Krankheiten, dem National Institute of Mental Health (NIMH) der USA, einer Unterbehörde des US-Gesundheitsministeriums, im Rahmen der PANDAS Forschung definiert und erforscht. Die Kriterien für PANS sind eine Weiterentwicklung jener von PANDAS, einer seit den 1990er-Jahren bekannten Streptokokken-spezifischen Form von PANS.

### Ursachen
PANS ist zunächst eine rein klinische Diagnose, deren genaue pathophysiologische Ursachen noch nicht vollumfänglich aufgeklärt sind. In einigen Fällen scheint es sich um die Folgen einer Infektion mit Bakterien oder Viren (bspw. Streptokokken, Mykoplasmen, Borrelien, SARS-CoV-2) oder andere Erregern zu handeln. Bestimmte Stoffwechselstörungen und genetische Veränderungen stehen ebenfalls im Verdacht, PANS auszulösen. Es sind ferner Veränderungen von Entzündungsmarkern (bspw. Neopterin und TNF-α) und Stoffwechselprodukten (bspw. Kynurenin) beschrieben. Ursachen und Definition des PANS Syndroms sind weiter in Erforschung.
Es wird davon ausgegangen, dass immunologische Prozesse auf Strukturen des Gehirns einwirken, insbesondere im Bereich der Basalganglien. Als prototypischer pathogener Mechanismus wird in der Forschung die Chorea minor genannt, mit dem Unterschied, dass bei PANS die psychiatrischen Symptome dominieren.  In der Folge kommt es zu Verhaltensänderungen und Störungen der Motorik sowie zu Denkstörungen und Zwangssymptomen  mit plötzlichem, oft fulminantem Beginn, die unbehandelt chronifizieren und lebenslang persistieren können. So sei auch ein Teil der Fälle von Zwangs- und Ticstörungen bei Erwachsenen möglicherweise die Folge eines in der Kindheit erworbenen PANS/PANDAS-Syndroms. Eine frühzeitige, konsequente Behandlung wird daher von einigen Forschern befürwortet, um eine Chronifizierung zu vermeiden. Pathomechanisch analoge Prozesse finden sich auch bei anderen infektiösen bzw. postinfektiösen neuropsychiatrischen Syndromen wie bspw. bei der Anti-NMDA-Rezeptor-Enzephalitis, dem systemischen Lupus (SLE) oder dem Post-Inflammatory Brain Syndrome (PIBS).

### Weitergehende Forschung
PANS befindet sich weiter in Erforschung, insbesondere hinsichtlich der Ätiologie, der Therapie und der Prognose. Die Frage, ob auch erstmals im Erwachsenenalter auftretende Tic- und Zwangsstörungen durch Reaktionen auf körpereigene Antikörper ausgelöst werden können bzw. inwiefern Dyfunktionen des Immunsystems an der Entstehung von Ticstörungen beteiligt sind, wird noch erforscht. Entsprechende erste Hinweise hierauf finden sich in immunologischen Studien.

### Begrifflichkeit (PANS vs. PANDAS)
Vor der Definition von PANS stand in den 1990er-Jahren die Entdeckung von PANDAS, welches nun als durch Streptokokken verursachte Unterkategorie von PANS gilt. PANS und PANDAS teilen somit sehr ähnliche diagnostischen Kriterien, jedoch muss PANS nicht zwangsläufig durch eine Streptokokkeninfektion hervorgerufen sein. Grund für die Einführung der Kategorie PANS war, dass sich seitens der Forschung die Hinweise darauf mehrten, dass ein entscheidenderer Faktor als ein bestimmter Erreger, das Vorliegen bestimmter immunologische Faktoren im Gehirn der Patienten sein könnte. PANS fasst daher zum einen unter der Bezeichnung PITANDS infektiöse Trigger zusammen, zum anderen kämen nichtinfektiöse Gründe, wie z. B. Stoffwechselstörungen in Frage. PANDAS bildet hierbei eine Untergruppe von PITANDS. Eine mögliche Verursachung des PANS Syndroms auch durch Mykoplasmen und andere Erreger wird angenommen. Diverse Erreger und genuin immunologische Phänomene als mögliche Verursacher von PANS sind in der wissenschaftlichen Diskussion. Auch die Frage nach einer möglichen genetischen Vulnerabilität, die dem Ausbrechen des PANS-Syndroms den Weg bereiten kann, ist noch Gegenstand der wissenschaftlichen Forschung. Im europäischen Raum wird der gleiche pathogene Mechanismus auch unter dem Namen Dopamine (post-streptococcal) related autoimmune encephalitis erforscht. Durch frühere Kontroversen in wissenschaftlichen Kreisen bedingt, ist das PANS Syndrom in der Forschung auch unter der Bezeichnung CANS (Childhood Acute Neuropsychiatric Symptoms) zu finden. Diese außerhalb der Forschung kaum bekannte Bezeichnung, die eine nichtstaatliche psychiatrische Arbeitsgruppe eingeführt hat, ist in der Öffentlichkeit nicht gebräuchlich.

## Diagnose und Verlauf
Die Leitsymptome (zwingend mit fulminantem bis foudroyantem Beginn) entsprechen dem Bild einer Dysfunktion der Basalganglien. Zwingend für die Diagnose ist ein spontaner, rapider Beginn im Kindes- und Jugendalter, häufig in zeitlicher Nähe zu einer durchgemachten Infektion, sowie ein schubweiser Verlauf.
Gegenwärtig (Stand 2017) gelten folgende diagnostische Kriterien:
Schlagartiges Einsetzen mindestens zwei der folgenden Symptome:
- Denkstörungen und Verhaltensauffälligkeiten, vor allem aus dem Zwangsspektrum
- Tics
- neurologische Symptome verschiedener Ausprägung
- Essstörungen

Weitere neurologische und/oder neuropsychiatrische Symptome, von denen mindestens zwei vorliegen müssen, führen zur Diagnose "PANS":
- Bewegungs- und Gleichgewichtsstörungen
- Sensorische Überempfindlichkeit
- Ängstlichkeit
- Emotionale Labilität und/oder Depression
- Reizbarkeit, Aggression und/oder der Situation unangemessenes (aufsässiges) Verhalten
- Rückentwicklung in der Verhaltensentwicklung/Reife (bei Kindern und Jugendlichen)
- Verschlechterung der Schul-, Studien- bzw. Arbeitsleistungen
- Enuresis
- Zerfall der Handschrift
- REM-Schlaf-Störungen
- Grundlose Wutausbrüche
- Entwicklung kognitiver Defizite
- Sensorische und/oder motorische Auffälligkeiten verschiedener Art (u. a. Verschlechterung der Feinmotorik)[70]
- Schlafstörungen (ggf. auch Umkehrung des Tag-/Nachtrhythmus) sowie Störungen des REM-Schlafes[71][6]
- Somatische Symptome, wie u. a. Schmerzen
- Weitere neurologisch-psychiatrische Auffälligkeiten[72] wie Trennungsängste, kognitive Defizite, Gedächtnisprobleme, u. ä.[65]

Zusätzliches Kriterium:
- Die Symptome können durch andere Krankheiten nicht besser erklärt werden, z. B. durch Chorea minor (Sydenham chorea), Lupus erythematodes, Tourette-Syndrom und andere.

## Behandlung
Da das PANS-Syndrom sowie seine Untergruppen (PITANDS/PANDAS) noch Gegenstand der Forschung sind, gab es lange Zeit keine allgemein anerkannten Leitlinien zur Behandlung. Im Juli 2017 wurde erstmals im Konsens aller nennenswerter PANS-Forscher in den USA eine dreiteilige Behandlungsguideline in einer Sonderausgabe des Journal of Child and Adolescent Psychopharmacology veröffentlicht. Die Guideline umfasst:
- Neuropsychiatrische Behandlungen
- Immunologische Behandlungen
- Prävention und Therapie von Infektionen

Das National Institute of Mental Health beschrieb bereits vor Jahren immunbasierte Behandlungsoptionen und antibiotische Therapien. Bei nachgewiesenem bakteriellen Trigger kann eine prophylaktische Antibiotikagabe zur Vermeidung weiterer Schübe wirksam sein. Diese Forschungen, vor allem vorangetrieben von Tanya Murphy an der University of South Florida sind noch nicht abgeschlossen, jedoch hat die antibiotische Prophylaxe in der Praxis gerade bei PANDAS-Fällen bereits einen Stellenwert. Hierzu liegen Studienergebnisse speziell zur PANDAS-Untergruppe vor. Eine frühzeitige Behandlung, symptomatisch wie auch ursächlich, wird auch durch die neuen Leitlinien angeraten, um eine Chronifizierung zu vermeiden, wie sie schon länger beschrieben worden war.

## Situation in Deutschland
Die Europäische Leitlinie für das Tourette-Syndrom und andere Ticstörungen (European clinical guidelines for Tourette syndrome and other tic disorders) berücksichtigt PANS-PANDAS seit 2011. Die Deutsche Gesellschaft für Kinder- und Jugendpsychiatrie nennt in ihren Behandlungsleitlinien für Zwangsstörungen (Stand 2007) das PANS-PANDAS Syndrom und die Notwendigkeit der Bestimmung des Antistreptolysin-Titers bei Kindern und Jugendlichen mit frisch ausgebrochener Zwangsstörung, die kurz zuvor eine mutmaßlich durch Streptokokken verursachte Infektion durchgemacht haben. Die S3-Leitlinie zur Zwangsstörung bei Erwachsenen erwähnt die PANS Untergruppe PANDAS als einen möglichen, seltenen Grund für Symptome aus dem Zwangsspektrum, ohne jedoch auf therapeutische Konsequenzen einzugehen.

## Forschungsstand
Anfang 2017 wurden die zuvor aufgeführten Sachverhalte in einer gemeinsamen Übersichtsarbeit durch das Pandas Network (Menlo Park, California), die University at Buffalo (Buffalo, New York) und das Departments of Pediatrics and Psychiatry der University of South Florida (St. Petersburg, Florida), bestätigt.